# Stephen Macknowski
Stephen Macknowski (16 de febrero de 1922-4 de abril de 2013) fue un deportista estadounidense que compitió en piragüismo en la modalidad de aguas tranquilas.
Participó en los Juegos Olímpicos de Londres 1948, obteniendo una medalla de oro en la prueba de C2 10 000 m, y una de plata en la prueba de C2 1000 m.

## Palmarés internacional
| Juegos Olímpicos | Juegos Olímpicos      | Juegos Olímpicos | Juegos Olímpicos |
| Año              | Lugar                 | Medalla          | Evento           |
| ---------------- | --------------------- | ---------------- | ---------------- |
| 1948             | Londres (Reino Unido) | Medalla de plata | C2 1000 m        |
| 1948             | Londres (Reino Unido) | Medalla de oro   | C2 10 000 m      |